# Colletotrichum trifolii
Espèce
Colletotrichum trifolii est une espèce de champignons microscopiques de la famille des Phyllachoraceae qui s'attaque à la Luzerne et provoque une maladie connue sous le nom d'anthracnose de la luzerne.